# Travis Padgett
Pour les articles homonymes, voir Padgett.
Travis Padgett, né le 13 décembre 1986 à  Shelby, est un athlète américain spécialiste du 100 mètres et du 200 mètres.
En 2008, il se classe quatrième de la finale du 100 m des sélections olympiques américaines d'Eugene, terminant à un centième de seconde de la troisième place qualificative pour les Jeux olympiques avec le temps de 9 s 89 (vent favorable de 1,6 m/s), mais obtient néanmoins sa sélection dans l'équipe du relais 4 × 100 mètres. Le 26 juillet 2008, l'équipe des États-Unis, composée de Travis Padgett, Rodney Martin, Darvis Patton et Tyson Gay, établit la meilleure performance de l'année en 37 s 80 à Londres, lors du Meeting de Crystal Palace. Quelques jours plus tard, le relais américain est disqualifié dès les séries du 4 × 100 m des Jeux olympiques de Pékin après avoir laissé échapper le témoin. 
En 2009, à Eugene (Oregon), il est à nouveau 4e des sélections américaines pour Berlin et obtient sa sélection pour le relais seulement.